# Loki (serial)
Loki este un serial de televiziune american din 2021 creat de Michael Waldron pentru serviciul de streaming Disney +, bazat pe personajul cu același nume creat de Marvel Comics. Are loc în Universul Cinematografic Marvel (Marvel Cinematic Universe, MCU) și are loc după evenimentele din filmul Răzbunătorii: Sfârșitul jocului (Avengers: Endgame, 2019), în care o versiune alternativă a lui Loki a creat o nouă cronologie. Serialul este produs de Marvel Studios, cu Waldron ca scenarist principal și Kate Herron ca regizor al  primului sezon.
Tom Hiddleston a reprimit rolul lui Loki din seria de filme, cu Gugu Mbatha-Raw, Wunmi Mosaku, Eugene Cordero, Tara Strong, Owen Wilson, Sophia Di Martino, Sasha Lane, Jack Veal, DeObia Oparei și Richard E. Grant în rolurile principale. Până în septembrie 2018, Marvel Studios a dezvoltat o câteva seriale limitate pentru Disney +, axate pe personaje secundare din filmele din Universul Cinematografic Marvel. O serie cu Hiddleston în rolul lui Loki a fost confirmată în noiembrie 2018. Waldron a fost angajat în februarie 2019, iar Herron s-a alăturat în august 2019. Filmările au început în ianuarie 2020 în Atlanta, Georgia, dar au fost oprite în martie 2020 din cauza pandemiei de COVID-19. Producția a fost reluată în septembrie și finalizată în decembrie 2020.
Loki a avut premiera pe 9 iunie 2021, iar primul său sezon este format din șase episoade. Face parte din Faza a IV-a (Phase Four) a MCU. Sezonul a avut recenzii pozitive, fiind lăudate interpretarea actoricească și arta sa vizuală. Un al doilea sezon este în curs de dezvoltare.

## Premisă
După ce a furat Tesseractul în timpul evenimentelor din Avengers (2012), o versiune alternativă a lui Loki este dusă în fața reprezentanților misterioasei Autorități ai Varianței Timpului (TVA), o organizație birocratică care există în afara timpului și a spațiului și care monitorizează cronologia. I se oferă lui Loki o alegere: fie va fi șters din existență din cauza faptului că este o „variantă de timp” fie ajută la fixarea cronologiei și la oprirea unei amenințări mai mari. Loki începe să călătorească în timp și să modifice istoria umană.

## Distribuție

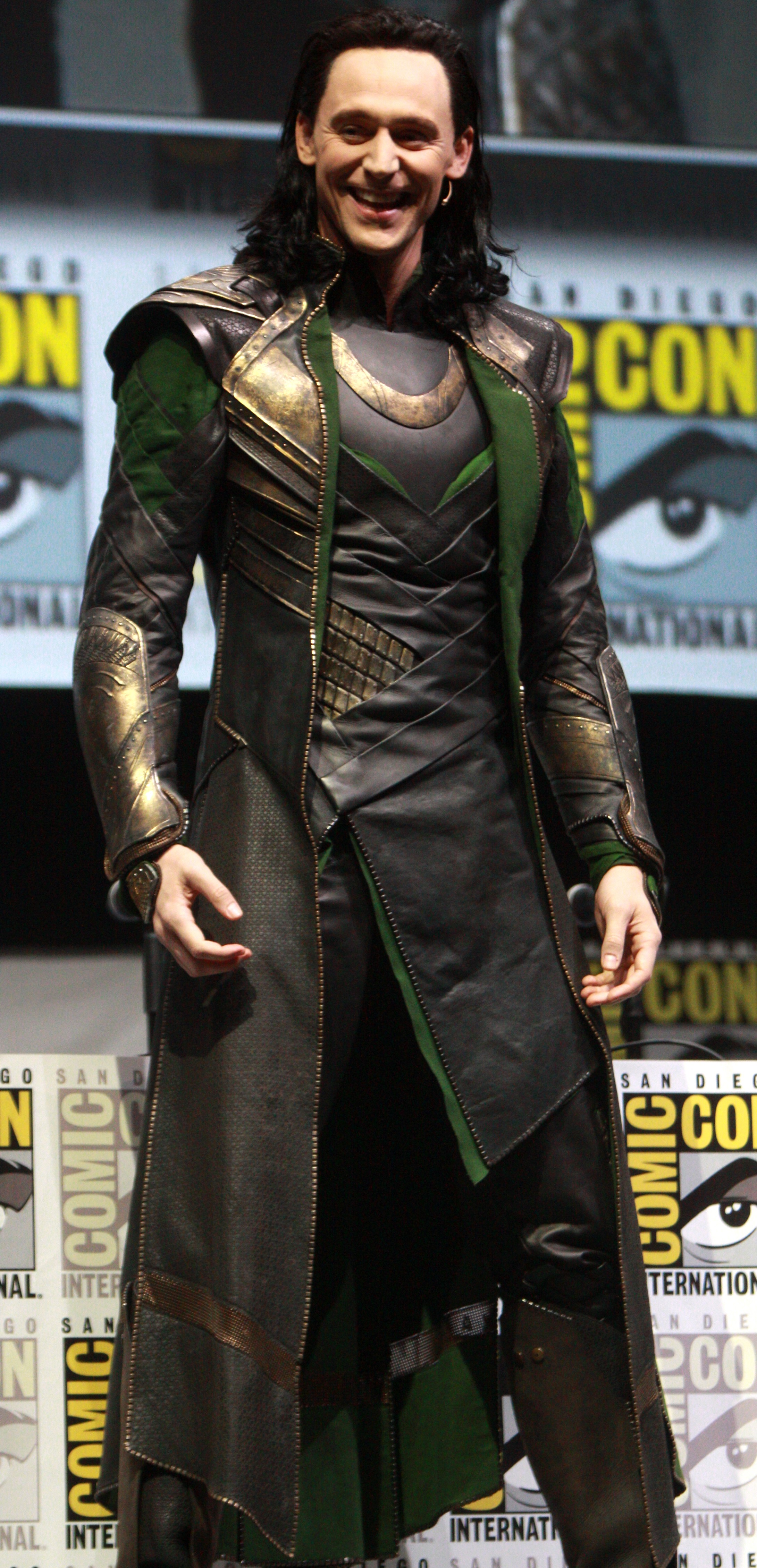
Tom Hiddleston ca Loki

- Tom Hiddleston ca Loki,[7] o versiune alternativă[8] care nu a trecut prin evenimentele din Thor: The Dark World (2013) sau Thor: Ragnarok (2017), evenimente care au reformat personajul anterior răufăcător înainte de moartea sa în  Avengers: Infinity War (2018)[9][10][11]
- Gugu Mbatha-Raw ca Ravonna Renslayer. O fostă vânătoare a TVA care a devenit o judecătoare respectată; ea supraveghează ancheta variantei Loki [12]:8
- Wunmi Mosaku ca Hunter B-15. Un vânător de rang înalt al TVA decis să oprească varianta care a ucis trupele Minutemen[13][12]:9
- Eugene Cordero - Casey: recepționer  TVA [14]
- Tara Strong ca vocea lui Miss Minutes: o mascotă animată sub formă de ceas antropomorf a TVA[15][16]
- Owen Wilson ca Mobius M. Mobius: Un agent al TVA care este specializat în investigațiile unor criminali de timp deosebit de periculoși [12]:7[10]
- Sophia Di Martino ca Sylvie: O variantă a lui Loki care atacă „Cronologia sacră” și care poate intra în mintea altora[17][18]
- Sasha Lane ca Hunter C-20. Un Vânător TVA răpit și vrăjit de Sylvie pentru a afla locul unde se află Paznicii Timpului (Time-Keepers)[19]
- Jack Veal - copilul Loki, o tânără variantă a lui Loki care a creat un eveniment Nexus prin uciderea lui Thor și se consideră regele Vidului. [20][21]
- DeObia Oparei ca Boastful Loki, o variantă Loki care face exagerări sălbatice cu privire la realizările sale.[21]
- Richard E. Grant - Loki clasic[22]

## Episoade

### Sezonul I
| Nr. | Titlu                   | Regizat de  | Scris de        | Data lansării |
| --- | ----------------------- | ----------- | --------------- | ------------- |
| 1 | „Glorious Purpose”      | Kate Herron | Michael Waldron | 9 iunie 2021  |
| 2 | „The Variant”           | Kate Herron | Elissa Karasik  | 16 iunie 2021 |
| 3 | „Lamentis”              | Kate Herron | Bisha K. Ali    | 23 iunie 2021 |
| 4 | „The Nexus Event”       | Kate Herron | Eric Martin     | 30 iunie 2021 |
| 5 | „Journey into Mystery”  | Kate Herron | Tom Kauffman    | 7 iulie 2021  |
| 6 | „For All Time. Always.” | Kate Herron |                 | 14 iulie 2021 |
| Loki and Sylvie arrive the Citadel at the End of Time. Will they finally discover who is behind the Time Variance Authority? |                         |             |                 |               |